# Sam Cosgrove
Sam Cosgrove (Beverley, 2 dicembre 1996) è un calciatore inglese, attaccante del Barnsley.

## Carriera
Ha giocato nella prima divisione scozzese con l'Aberdeen e nella seconda divisione inglese con il Birmingham City.

## Palmarès

### Club

#### Competizioni nazionali
- Football League One: 1

Plymouth: 2022-2023